# Strangalia bicolorella
Strangalia bicolorella là một loài bọ cánh cứng trong họ Cerambycidae.